# Paleopropitec
Els paleopropitecs (Palaeopropithecus) són un dels tres gèneres recentment extints de lèmurs peresós que vivien a Madagascar i que tenien una relació propera amb les espècies de lèmur que s'hi troben avui en dia. Se'n coneixen tres espècies, Palaeopropithecus ingens, P. maximus i P. kelyus. Noves anàlisis de datació radiocarbònica indiquen que els paleopropitecs possiblement encara vivien l'any 1500. Es creu que Palaeopropithecus ingens apareix a les llegendes malgaixes com a tretretretre o tratratratra.